# 今福村 (岐阜県)
今福村（いまふくむら）は、かつて岐阜県安八郡にあった村である。
現在の大垣市今福町に該当する。揖斐川沿いの村であった。

## 歴史
- 1872年（明治5年） - 今福村と島村が合併し、今福村となる。
- 1889年（明治22年）7月1日 - 町村制 により、今福村発足。
- 1897年（明治30年）4月1日 - 古宮村、小泉村、直江村、平村、米野村、深池村、難波野村と合併し川並村が発足。同日今福村廃止。

## 学校
- 難波野尋常小学校[2]（現・大垣市立川並小学校）